# Acmaeoderoides confusus
Acmaeoderoides confusus är en skalbaggsart som beskrevs av Nelson 1999. Acmaeoderoides confusus ingår i släktet Acmaeoderoides och familjen praktbaggar. Inga underarter finns listade i Catalogue of Life.